# Saint-Stail
Saint-Stail ist eine französische Gemeinde mit 72 Einwohnern (Stand 1. Januar 2022) im Département Vosges in der Region Grand Est (bis 2015 Lothringen). Sie gehört zum Kanton Raon-l’Étape im Arrondissement Saint-Dié-des-Vosges. Die Bewohner nennen sich Stéphanois(es).

## Demografie

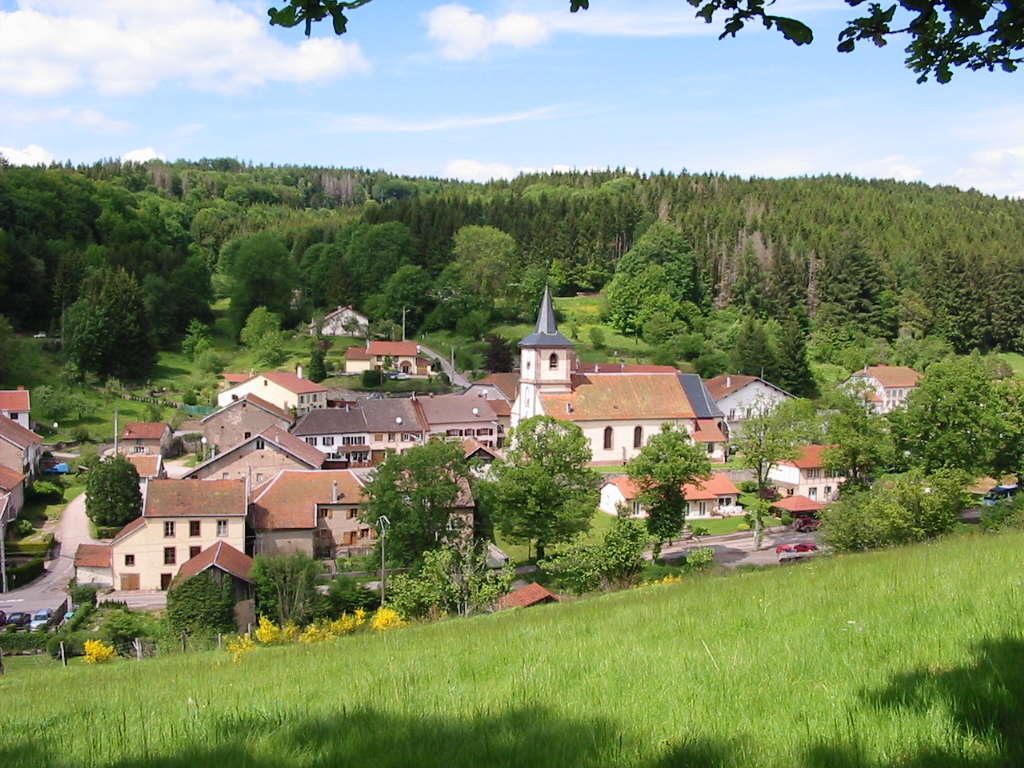
Blick auf Saint-Stail

Die Gemeinde Saint-Stail liegt 560 m über dem Meer nahe dem Vogesenkamm und dem Col du Hantz. Sie grenzt im Nordwesten an Le Vermont, im Nordosten an Saulxures, im Osten an Bourg-Bruche, im Südosten an Saales und im Südwesten an Grandrupt.

## Bevölkerungsentwicklung
| Jahr      | 1962 | 1968 | 1975 | 1982 | 1990 | 1999 | 2008 | 2019 |
| --------- | ---- | ---- | ---- | ---- | ---- | ---- | ---- | ---- |
| Einwohner | 74   | 66   | 58   | 62   | 59   | 52   | 77   | 72   |

## Sehenswürdigkeiten

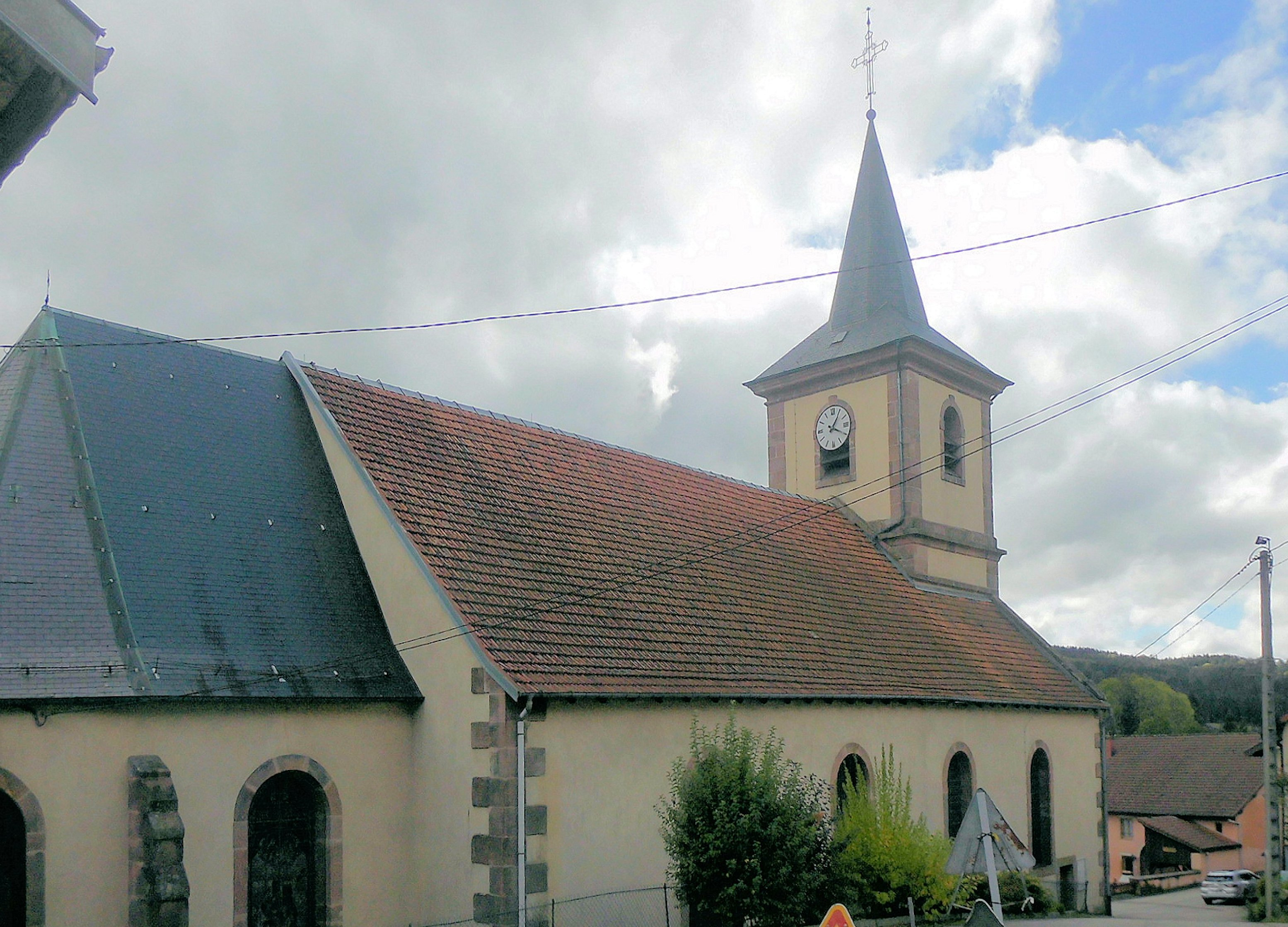
Kirche Saint-Étienne

- Kirche Saint-Étienne